# 파우스트의 겁벌
《파우스트의 겁벌》(프랑스어: La damnation de Faust)은 엑토르 베를리오즈가 4명의 독창, 7부 합창단, 대형 어린이 합창단과 대편성 관현악단용으로 작곡한 오페라(연주회용)이다. 베를리오즈는 이 곡을 가리켜 '전설극'(프랑스어: légende dramatique)이라고 하였다. 파리 시의 오페라 코믹에서 1846년 12월 초연되었다.

## 편성
- 목관악기: 플루트3(모두 피콜로 같이 연주), 오보에2(제2는 잉글리시 호른을 같이 연주), 클라리넷2(다, 가, 내림 나), 베이스 클라리넷(내림 나), 바순4
- 금관악기: 호른4, 트럼펫2(다, 라, 바), 코넷2(가, 내림 나), 트롬본3, 튜바2
- 타악기: 팀파니, 작은북, 큰북, 심벌즈, 서스팬드 심벌, 트라이앵글, 탐탐, 종(라, 올림 바, 가 또는 다)
- 현악기: 하프2, 제1바이올린15, 제2바이올린15, 비올라10, 첼로10, 더블베이스9
- 성악: 4명의 독창, 7부 합창, 대규모 어린이 합창